# Шаловці
Шаловці (словен. Šalovci) — поселення в общині Шаловці, Помурський регіон, Словенія. Висота над рівнем моря: 241,9 м.